# Bradyrhizobium japonicum
Espèce
Bradyrhizobium japonicum est une espèce de bactérie de la famille des Nitrobacteraceae, espèce type du genre Bradyrhizobium, isolée au Japon.

## Taxonomie
Le nom correct complet (avec auteur) de ce taxon est Bradyrhizobium japonicum (Kirchner 1896) David Carlyle Jordan 1982.
Bradyrhizobium japonicum a pour synonymes :
- Rhizobacterium japonicum Kirchner 1896
- Rhizobium japonicum (Kirchner 1896) Buchanan 1926

### Étymologie
L'étymologie du nom spécifique de B. japonicum est la suivante : ja.po’ni.cum. N.L. neut. adj. japonicum, appartenant au Japon.